# Rock Arsenal
Rock Arsenal — музыкально-информационная радиостанция, вещающая из г. Екатеринбург. Вещает на частоте 104,5 МГц.
Основная тематика эфира — классическая рок-музыка.

## Программы
- «Дом восходящего Солнца» — утреннее шоу в ритме рок-н-ролла
- «Час винила» — рок — альбомы
- «Рок-Календарь» — события, произошедших в прошлом и ставших важными вехами в истории рок-музыки.
- «Rock’n’Talk» — авторская программа Алексея Коршуна
- Рубрика «1000 и 1 песня» — интересные факты, связанные с историей создания песен
- Концертный зал — часовые концерты звёзд рок-н-ролла

## Руководство
- программный директор — Михаил Симаков
- коммерческий директор — Елена Суменкова

## Премии
В 2015 г. Rock Arsenal получил Всероссийскую премию в области радиовещания и признан лучшей рок-радиостанцией страны по версии всероссийской национальной премии RADIO STATION AWARDS 2015.